# Semáforo

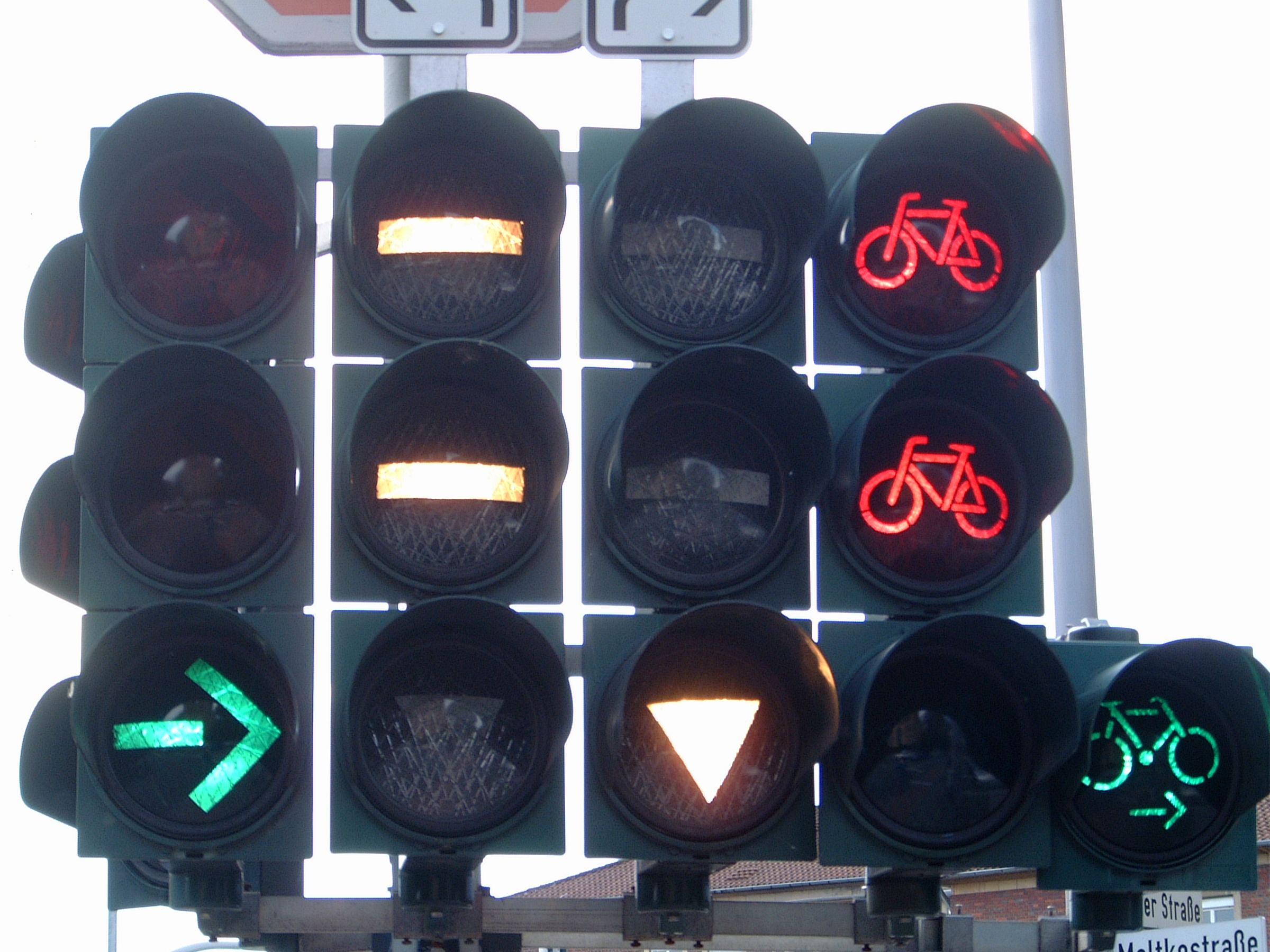
Complexo esquema de semáforos, na Alemanha.

Semáforo (também conhecido popularmente como sinal, sinaleiro, sinaleira e farol(pt-BR) ou sinal luminoso(pt-PT?)) é um instrumento utilizado para controlar o tráfego de veículos e de pedestres(pt-BR) ou peões(pt-PT?) nas grandes cidades em quase todo o mundo. Utiliza uma linguagem simples e, por isso, de fácil assimilação. É composto geralmente por três círculos de luzes coloridas. O controle semafórico permite alternar o direito de passagem na zona de conflito de uma interseção.
O cálculo dos tempos no controle é gerado a partir das limitações físicas das vias que se interceptam e dos tempos perdidos no controle. Tempos perdidos no controle são aqueles que efetivamente não são utilizados pelos veículos ou pedestres para cruzar a interseção, tal como os tempos de amarelo ou de vermelho de segurança (todos os grupos focais permanecem indicando a cor vermelha), por exemplo.

## Etimologia
"Semáforo" procede da composição dos termos gregos sêma, atos (sinal) e phorós, ós, ón (que conduz).

## História

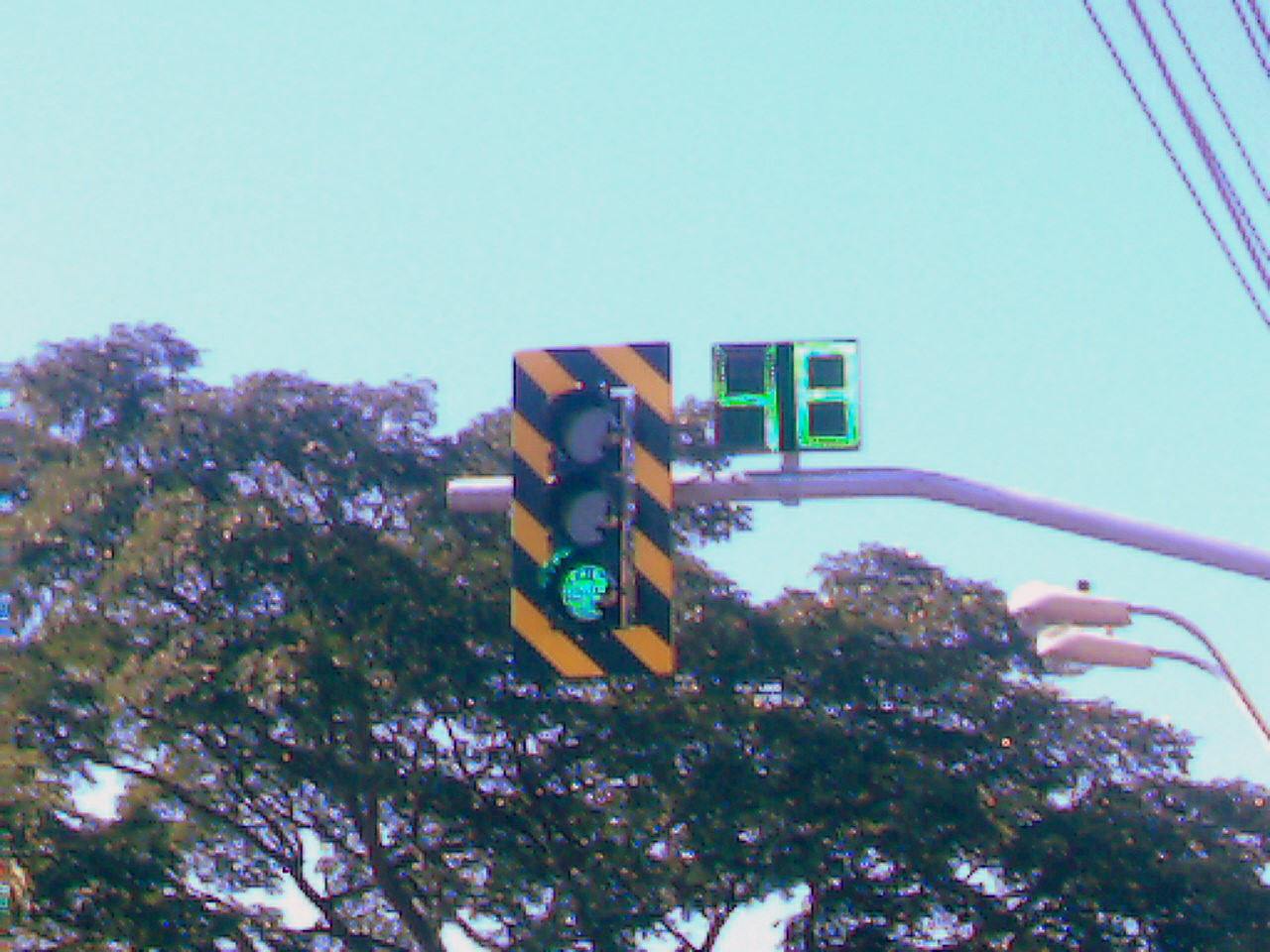
Semáforo de LED com contador regressivo, em Poá, no Brasil.

O primeiro semáforo foi instalado em 9 de dezembro de 1868 na junção das ruas Great George Street e Bridge Street, no borough de Westminster, próximo à ponte de Westminster e ao Palácio de Westminster. Foi concebido por J. P. Knight, engenheiro especialista em assuntos ferroviários. Esse semáforo tinha dois braços móveis que se accionavam movendo cabos a partir de uma torre. O sistema era parecido com o dos sinais que regulavam o trânsito ferroviário. Continha duas lâmpadas de gás com uma luz vermelha e outra verde. Não teve uma existência longa, já que em 2 de Janeiro de 1869, por causa de um acidente, explodiu provocando a morte de um agente policial. Foi retirado e até Agosto de 1914 não se voltou a instalar um semáforo, o que aconteceu em Cleveland, no que é considerado o primeiro semáforo com o aspecto actual.
A invenção do semáforo bicolor eléctrico é atribuída a Lester Wire, um policial e inventor de Salt Lake City. Deve-se constar que Garrett Morgan, um afro-americano nascido no Kentucky em 4 de março de 1877, inventou o sistema automático de sinais de trânsito em 1923, e depois vendeu os direitos à corporação General Electric.[carece de fontes?]

## As três cores
As três cores do semáforo são:

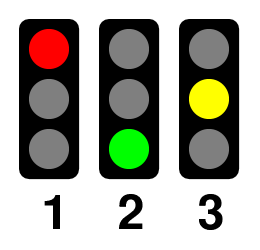
Luzes de um semáforo

- Verde - indica que o cruzamento está livre para passagem. O sinal verde piscando tem diferentes significados dependendo da região: por exemplo, pode indicar o fim de uma "onda de sinais verdes", antecedendo um sinal amarelo contínuo. Na Colúmbia Britânica, o sinal verde piscando antecede o cruzamento com uma passagem de pedestres.
- Amarelo - indica que a passagem está prestes a ser fechada. Em geral, só se usa para tráfego de veículos. Durante a madrugada, alguns semáforos podem mostrar somente a luz amarela, piscando, indicando a travessia com cautela. A lógica deste procedimento é que muitos motoristas, durante esse período da noite, não respeitam o sinal vermelho por medo de roubos. O sinal amarelo intermitente evitaria uma despreocupação perigosa do motorista da outra via do cruzamento, via esta que, na sinalização tradicional, estaria com sinal verde.[3]
- Vermelho - indica que a passagem pelo cruzamento está, momentaneamente, impedida. O sinal vermelho piscando tem o valor de sinal de stop, e também pode indicar que a estrada está fechada. Na França, o sinal vermelho piscando é posicionado na frente de cruzamentos com a via férrea, com pistas de aeroporto ou antes de pontes móveis.

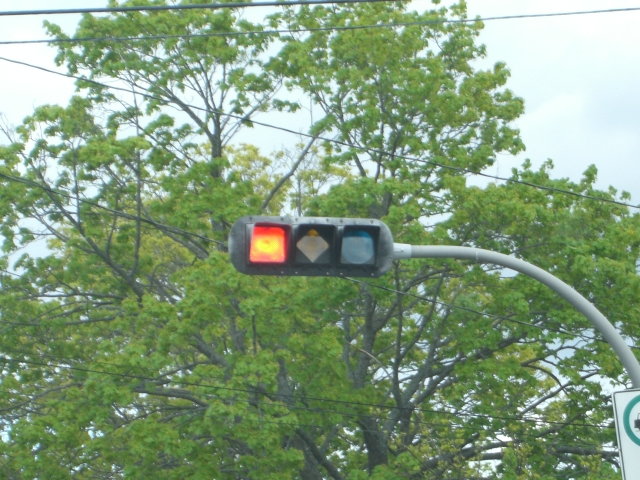
Um sinal de trânsito em Halifax, Nova Escócia, com luzes de formato especial para ajudar pessoas com daltonismo

A razão das três cores universalmente aceitas é muito simples. O vermelho representa na natureza uma cor de aviso, alarme ou perigo da qual se servem muitos animais para afugentar os seus inimigos; esta cor tem o mesmo significado para os seres humanos. O maior contraste com o vermelho é a sua cor oposta, o verde. A teoria das cores enuncia que ambos, vermelho e verde, são complementares pois, num disco de cores, estão diametralmente dispostos.
O amarelo foi uma cor que se incorporou mais tarde nos semáforos; depois do vermelho e do laranja, é a cor de maior comprimento de onda, e, com a sua ajuda, pode-se proporcionar, ao tráfego, uma maior informação que a simples ordem de passar ou parar. Além disso, em todos os países, a luz vermelha está acima, ou à esquerda, para que a possam interpretar os que têm alguma afecção na visão para o vermelho e o verde (daltonismo).

## Semáforos de pedestres

Animação de semáforo (pedestres, ciclistas e tráfego) em Ljubljana, Eslovênia

As faixas de pedestres também possuem semáforos próprios, geralmente com as luzes no formato de um ser humano. Em alguns países, esses semáforos também emitem sons indicativos, como sons intermitentes, sons contínuos, cantos de pássaros etc., de modo a orientar deficientes visuais. E podem, também, indicar o tempo que o pedestre ainda tem para atravessar a rua.

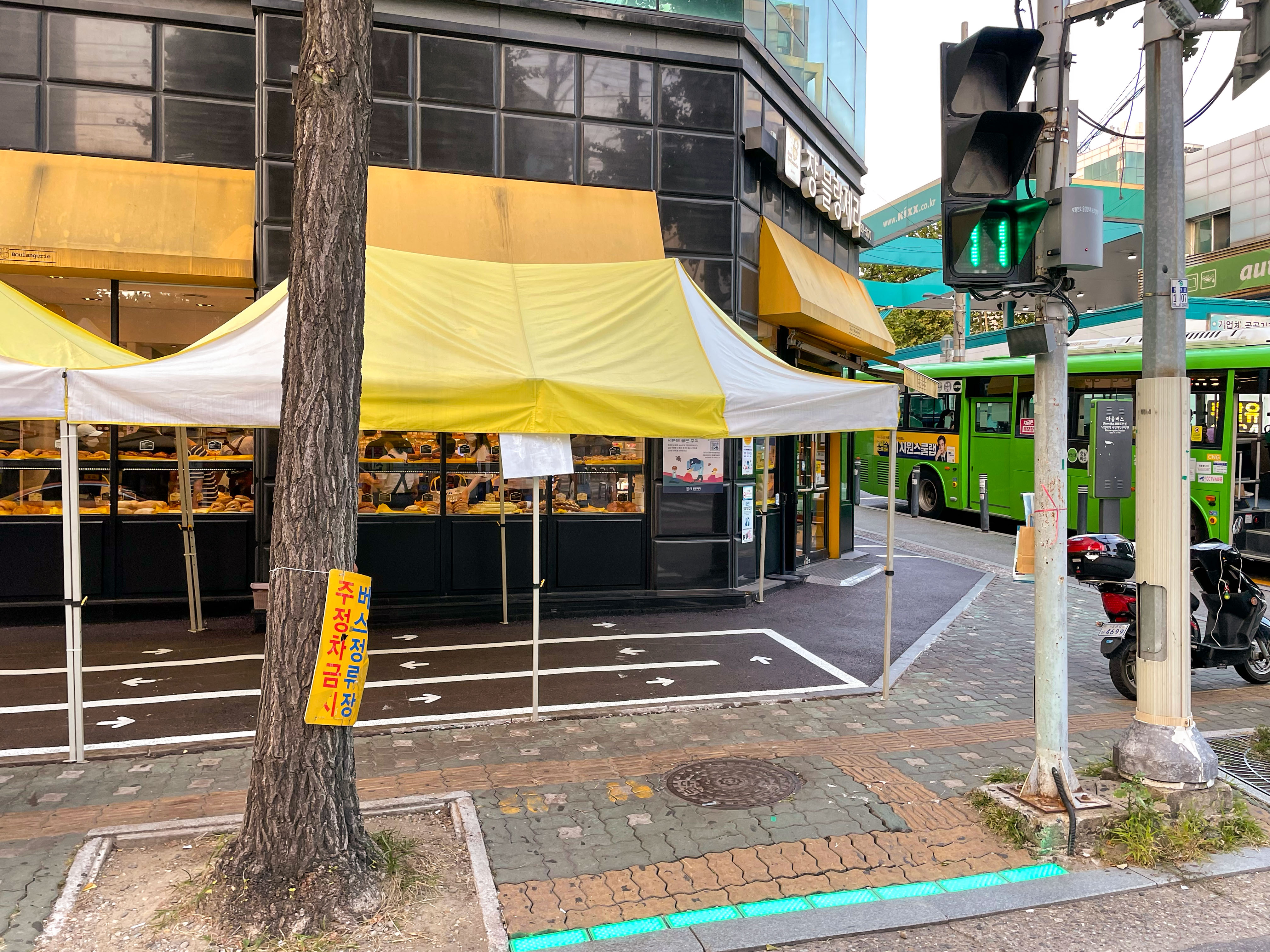
Sinalização adotada na Coreia do Sul para usuários distraídos pelo uso de smartphones
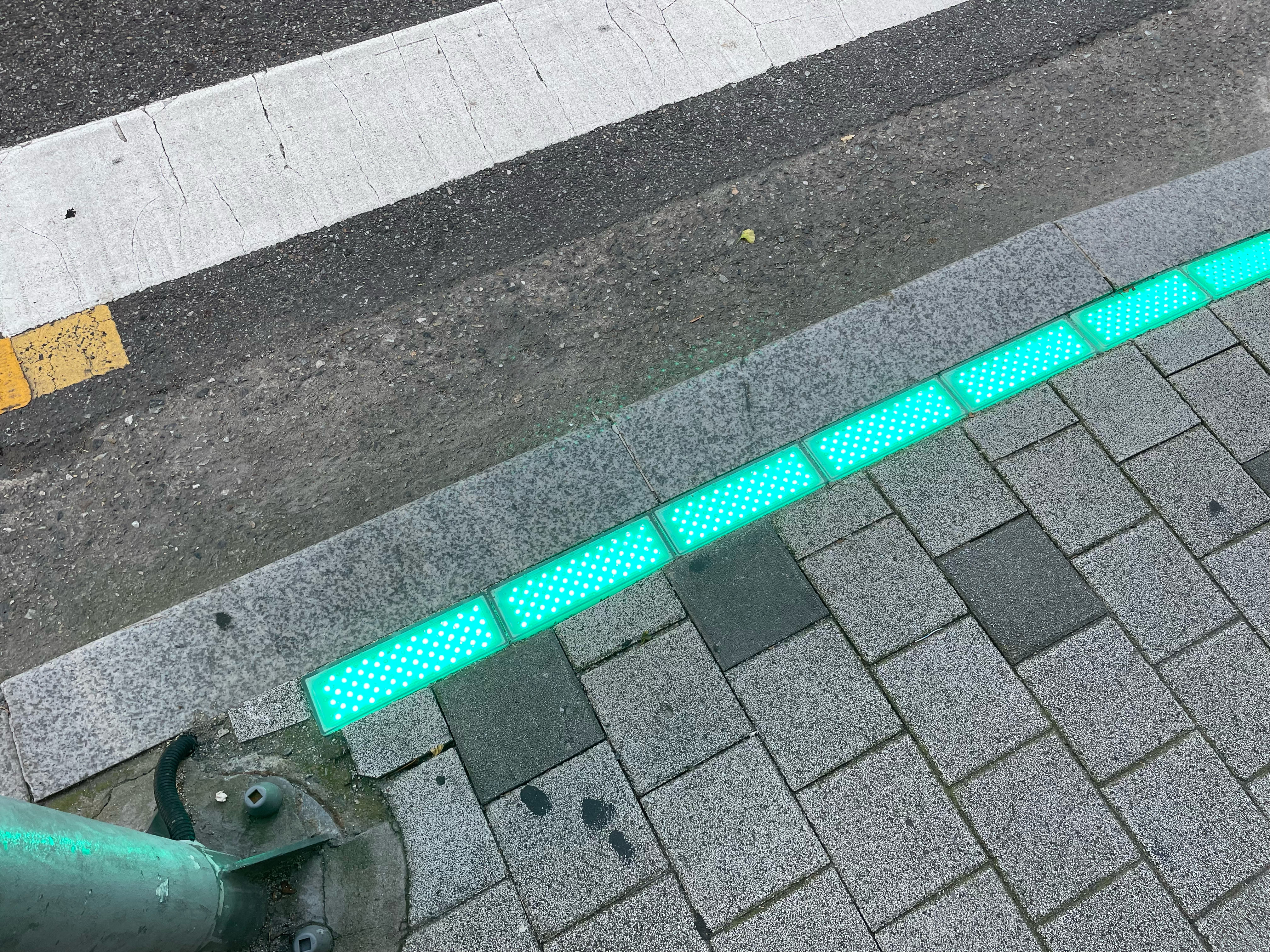
O dispositivo auxilia pedestres distraídos pelo uso da tecnologia
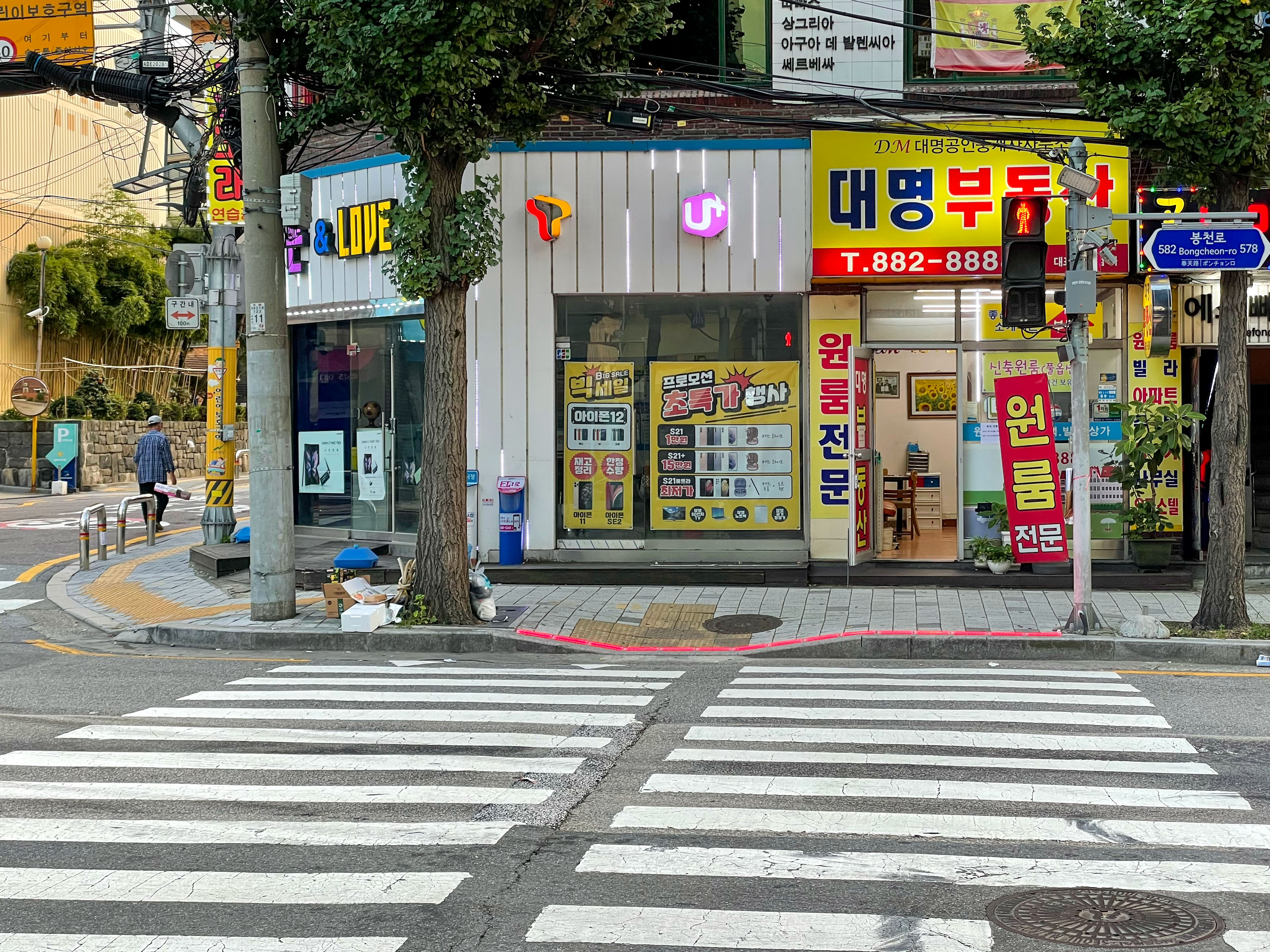
Sinalização adotada na Coreia do Sul para usuários distraídos pelo uso de smartphones
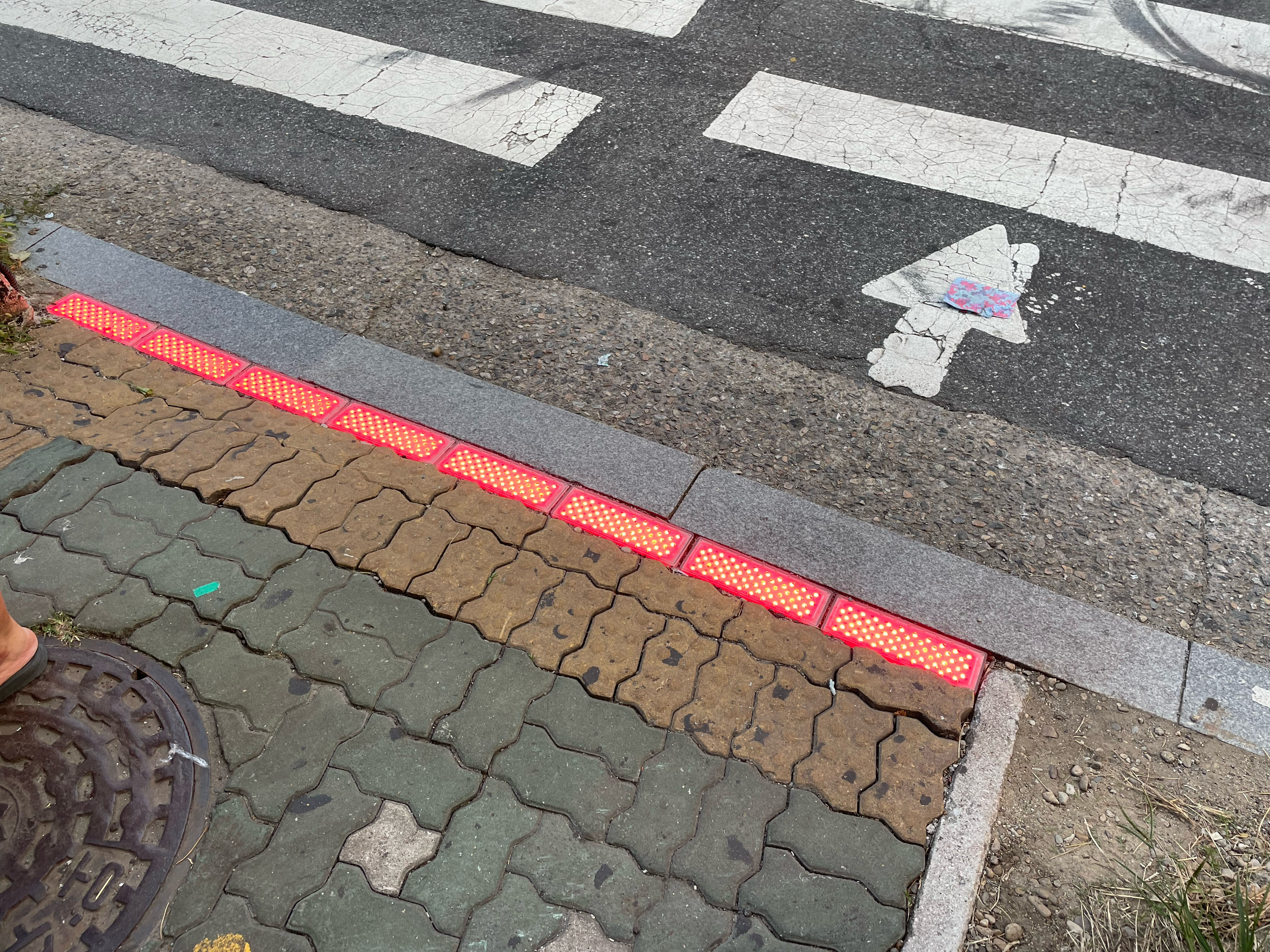
O dispositivo auxilia pedestres distraídos pelo uso da tecnologia

## Citação nas artes
O compositor brasileiro Caetano Veloso, na sua música "Podres Poderes", lançada no álbum Velô (1984), fez uma crítica ao hábito dos brasileiros de não respeitar o semáforo. Diz a música:
| “ | Motos e fuscas avançam os sinais vermelhos/e perdem os verdes/somos uns boçais. | ” |

Em 1993, na música Haiti, que abre o álbum Tropicália 2, Caetano repete a crítica:
| “ | E se, ao furar o sinal, o velho sinal vermelho habitual... | ” |

Por conta dessas críticas, Caetano foi convidado em 1994 a participar da série de televisão educativa Educação para o Trânsito. Além disso, também por conta dessas críticas, os dispositivos automáticos que fotografam os veículos que ultrapassam os sinais vermelhos foram apelidados de "caetano" no Brasil.

## No Brasil

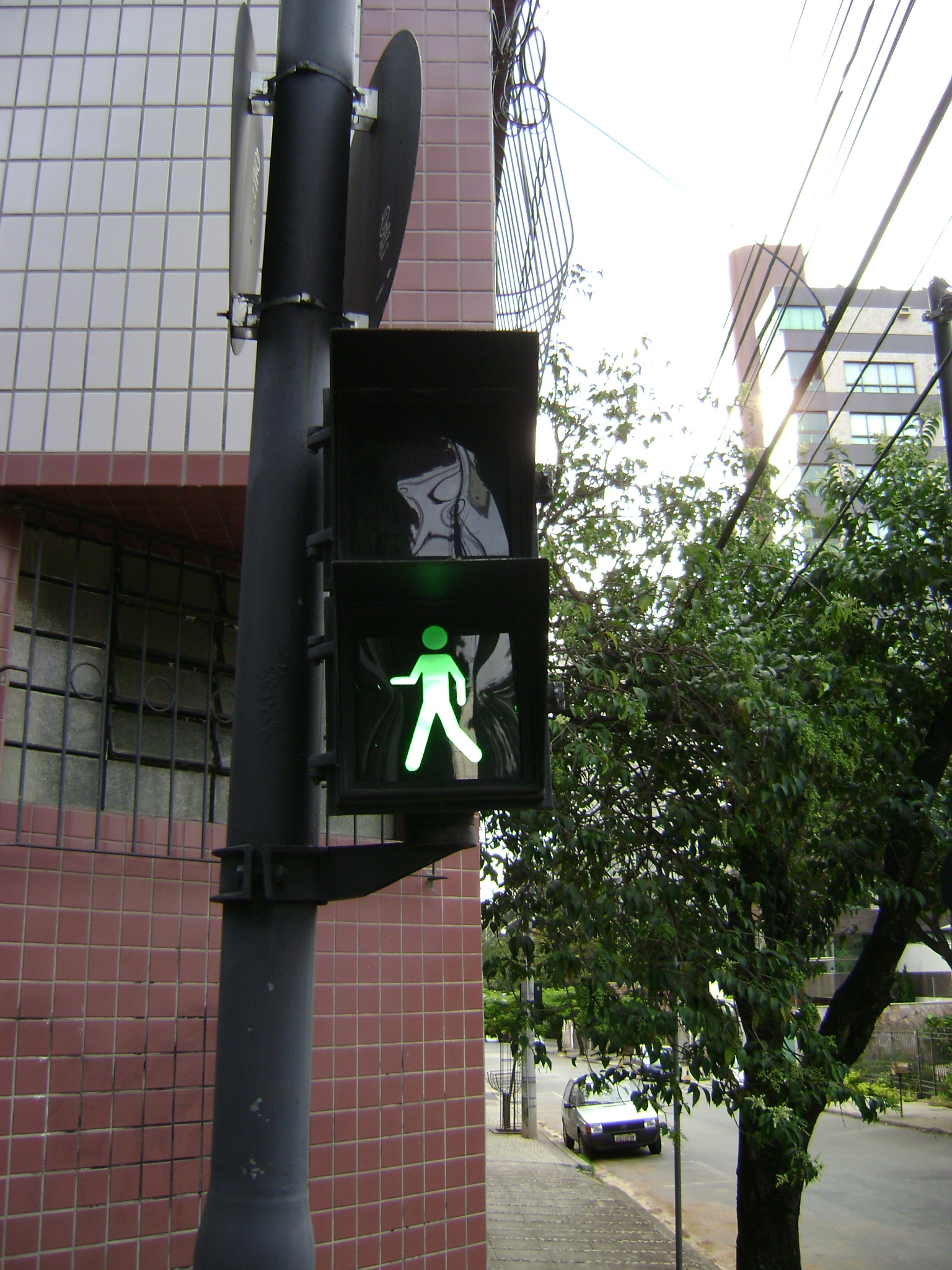
Semáforo de pedestres em Belo Horizonte.

### Caetano
Caetano é a denominação dos controladores eletrônicos de trânsito instalados junto a semáforos em grandes cidades. Seu objetivo é fotografar as placas dos veículos automotores que cruzam a faixa destinada a travessia de pedestres, sejam avançando o sinal vermelho ou parando sobre a faixa, ambas as situações caracterizando infrações de trânsito. O equipamento fotografa o veículo que comete a infração e envia a imagem para o órgão autuador responsável por emitir a multa ao proprietário do veículo. A localização dos caetanos geralmente é definida por critérios como o volume de tráfego e as estatísticas de acidentes de trânsito no cruzamento.
Grandes metrópoles brasileiras, como São Paulo, contam com os caetanos nos semáforos tidos como mais perigosos para os pedestres. Em Porto Alegre, chegaram a ser instalados em 1999, mas ficaram em atividade durante poucos meses, sendo logo em seguida desativados.

## Em Portugal
Em Portugal, o primeiro semáforo terá sido instalado em 1928, no cruzamento entre a Avenida da Liberdade e a Rua das Pretas, em Lisboa. O mesmo funcionava apenas com duas cores de luzes e era operado manualmente por um guarda sinaleiro da Polícia.
Em 1939, Portugal adotou formalmente o sistema tricolor (vermelho, amarelo, verde) para uso na sinalização luminosa.

## Galeria

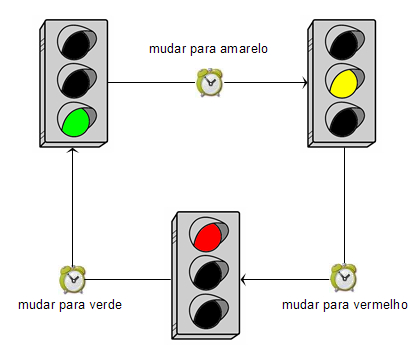
Esquema de mudança da coloração do semáforo.
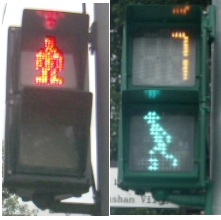
Semáforo em Pamplona.
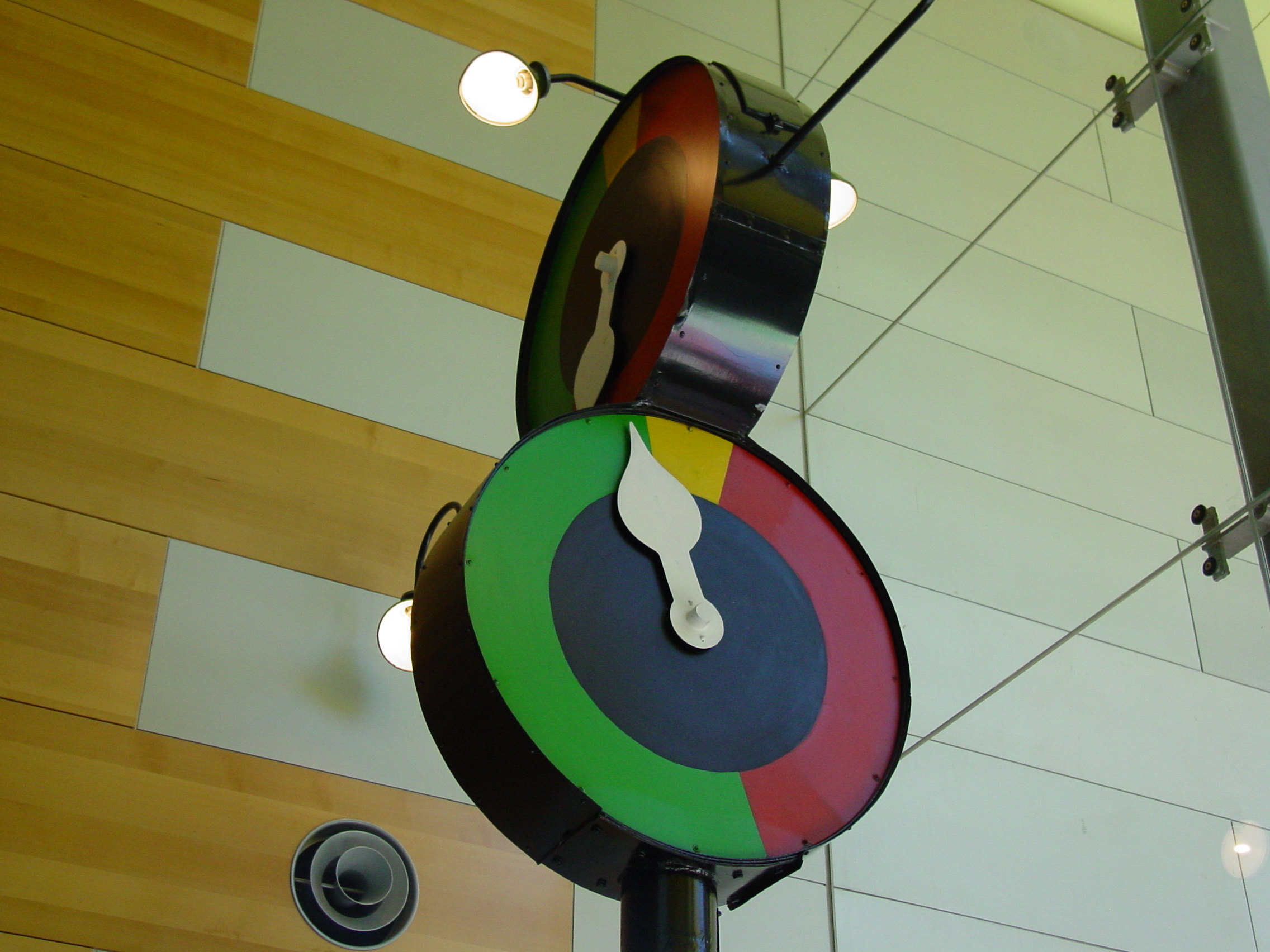
Semáforo analógico histórico (marshalite traffic signal). Existia em cruzamentos de Melbourne, e indicava o tempo faltante para a mudança de sinal.
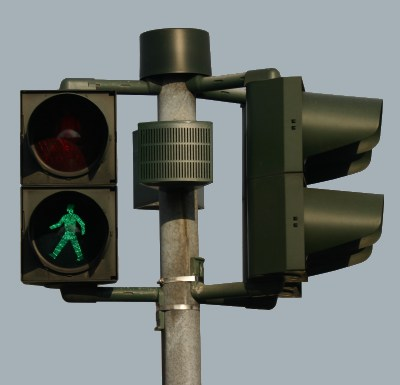
Semáforo de pedestres com alto-falantes para os cegos.
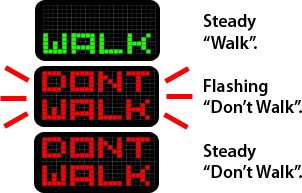
Três alternativos estados possíveis para um simples sinal de pedestres anglófono.
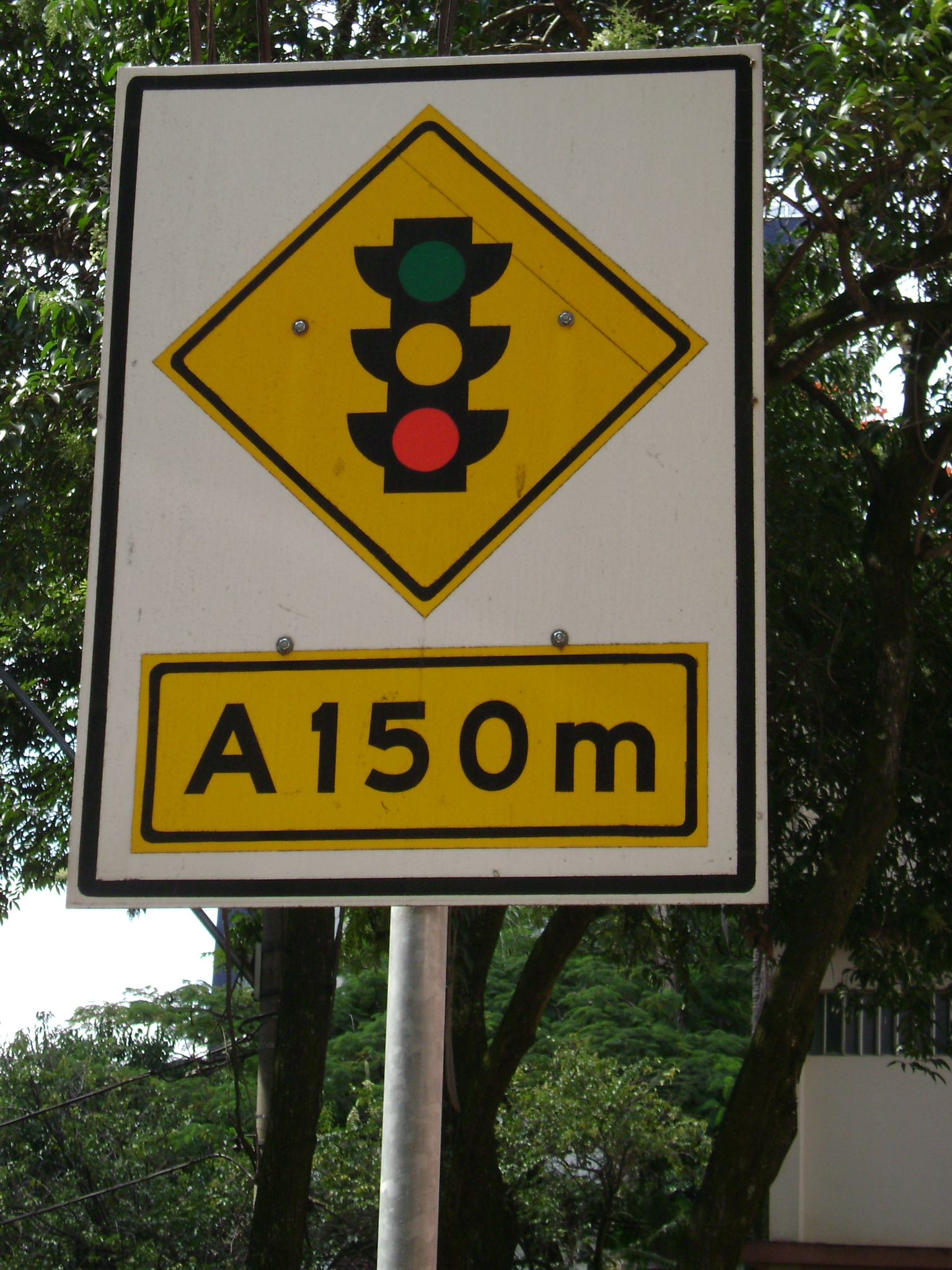
Placa indicativa de semáforo